# Alexander Montague Finlayson
Alexander Montague Finlayson, britanski general, * 1904, † 1989.